# Ilm-Rennsteig-Radweg
Der Ilm-Rennsteig-Radweg ist ein etwa 20 km langer regionaler Radwanderweg entlang der stillgelegten Bahnstrecke Ilmenau–Großbreitenbach im südlichen Teil des Ilm-Kreises in Thüringen. Der Radweg beginnt in Ilmenau und führt über Langewiesen und Gehren zur Hohen Tanne bei Großbreitenbach. Ab dort führt der Weg entweder nach Großbreitenbach oder nach Neustadt am Rennsteig, wo eine Anbindung an den Rennsteig-Radweg besteht. Der Radweg ist vom Stadtrand Ilmenaus bis Großbreitenbach fast vollständig als Fahrradstraße ausgewiesen.

## Streckenprofil
Die Streckenführung des Radweges ist auf fast der gesamten Länge mit der des ehemaligen Bahndamms der Bahnstrecke nach Großbreitenbach identisch. Zwischen Gehren und Hohe Tanne weist der Radweg eine durchschnittliche Steigung von 3,3 Prozent auf. Er ist fast auf seiner gesamten Läge bis Großbreitenbach asphaltiert. Lediglich die ab der Hohen Tanne als Alternative zur Route nach Großbreitenbach wählbare Strecke nach Neustadt am Rennsteig ist bis zum Ortseingang Neustadt am Rennsteig geschottert.

## Streckenverlauf

### Route von Ilmenau zur Hohen Tanne
Streckenlänge: 15,4 km

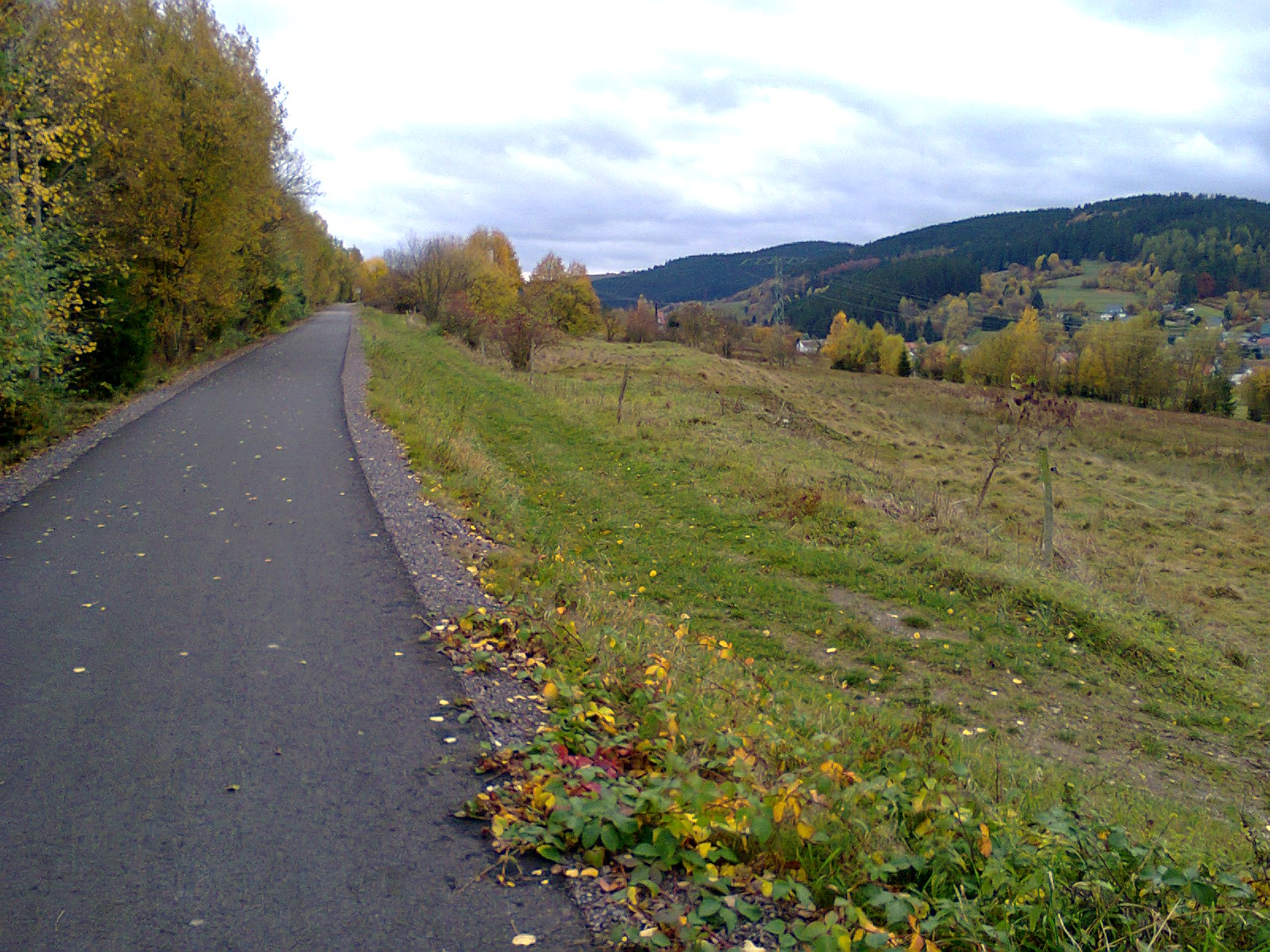
Der Ilm-Rennsteig-Radweg bei Möhrenbach

Der Radweg beginnt in Ilmenau etwa auf Höhe der Eishalle (478 m ü. NHN) und verläuft in östlicher Richtung im Ilm-Tal durch das Stadtgebiet. Nach Verlassen Ilmenaus wird der Radweg ab dem Grenzhammer, wo ein Haltepunkt der ehemaligen Bahnstrecke existierte, bis zum Recyclinghof in Langewiesen auf einer Strecke von etwa einem Kilometer an dem als Flächennaturdenkmal ausgewiesenem Biotop Ilm-Auwald vorbeigeführt. Der Verlauf des Radweges ist von seinem Startpunkt in Ilmenau bis Langewiesen identisch mit dem des Ilmtal-Radweges, der im Langewiesener Stadtgebiet abzweigt und weiter dem Lauf der Ilm folgt. Nachdem der Radweg Langewiesen hinter sich gelassen hat, wird er von der Landesstraße L2646 gekreuzt und unterquert anschließend die Bundesstraße 88 und die Ilmtalbrücke der Eisenbahn-Neubaustrecke Ebensfeld-Erfurt. Nach Verlassen des Ilm-Tals wird der Radweg in der Stadtmitte von Gehren über öffentliche Straßen vorbei an der Stadtkirche und dem Schlosspark geführt und erreicht nach Durchfahrt der Schloßallee am Ortsausgang Gehrens wieder den Bahndamm. Im weiteren Verlauf führt der Radweg zum westlich des Langen Berges gelegenen stillgelegten Eisenbahnhaltepunkt im Gehrener Ortsteil Möhrenbach und weiter zum ebenfalls stillgelegten Bahnhof Neustadt-Gillersdorf an der Hohen Tanne (700 m ü. NHN). Hier hat man die Möglichkeit, entweder die Bahndammroute nach Großbreitenbach beizubehalten oder die auf Waldwegen neu angelegte Route nach Neustadt am Rennsteig zu wählen.

### Alternativroute von der Hohen Tanne nach Großbreitenbach

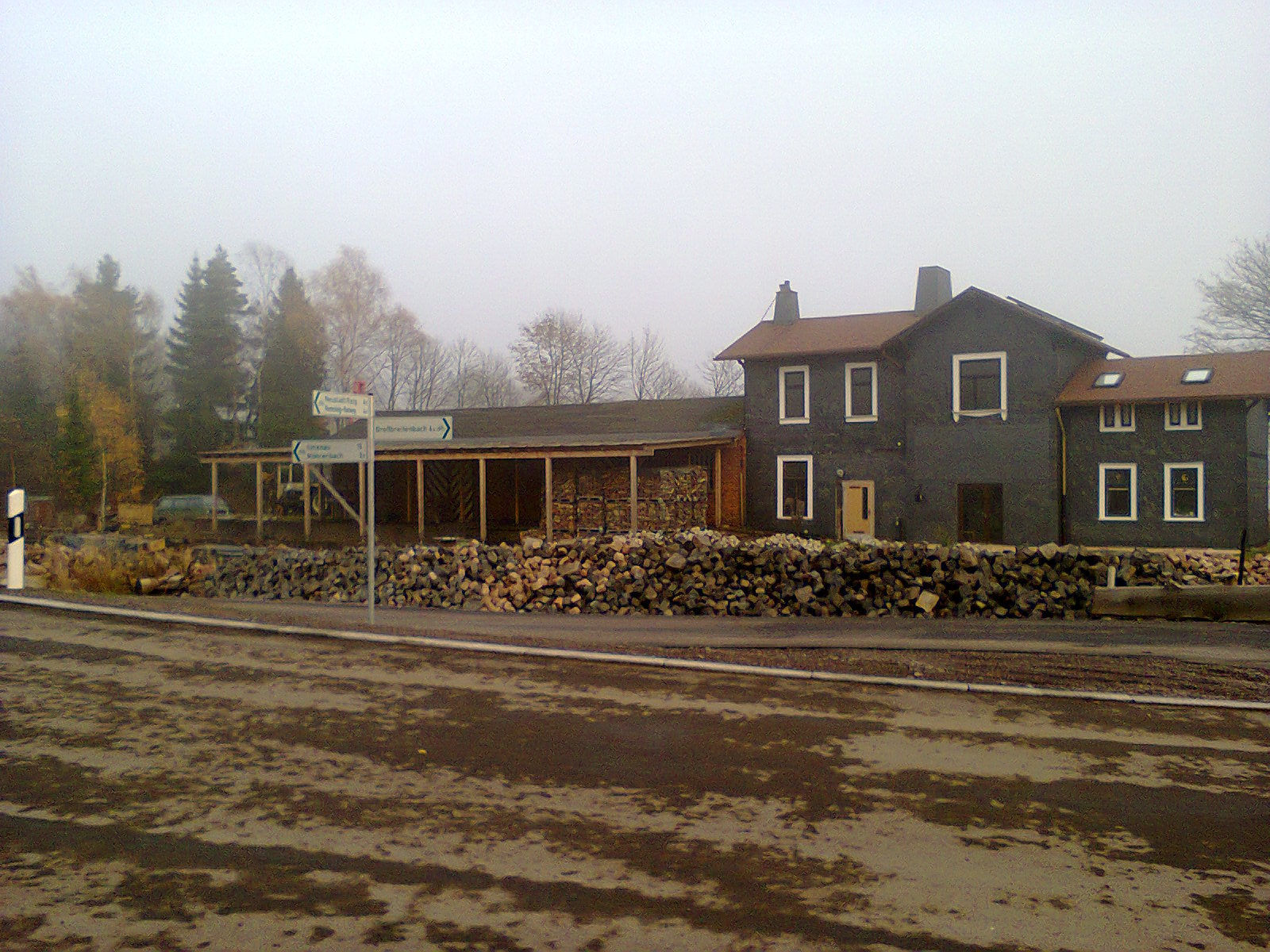
Abzweig des Ilm-Rennsteig-Radweges am Bahnhof Neustadt-Gillersdorf

Streckenlänge: 2,5 km
Nach dem Bahnhof Neustadt-Gillersdorf verlässt der Radweg auf kurzer Strecke den ehemaligen Bahndamm und durchquert das von 2011 bis 2013 erschlossene Gewerbegebiet Hohe Tanne. Im folgenden Verlauf wird der Radweg auf einer Strecke von ca. 200 m über einen geschotterten Waldweg geführt und erreicht anschließend wieder den Bahndamm. Der Radweg endet in Großbreitenbach (663 m ü. NHN) in unmittelbarer Nähe des Freibades.

### Alternativroute von der Hohen Tanne nach Neustadt am Rennsteig
Streckenlänge: 4,8 km

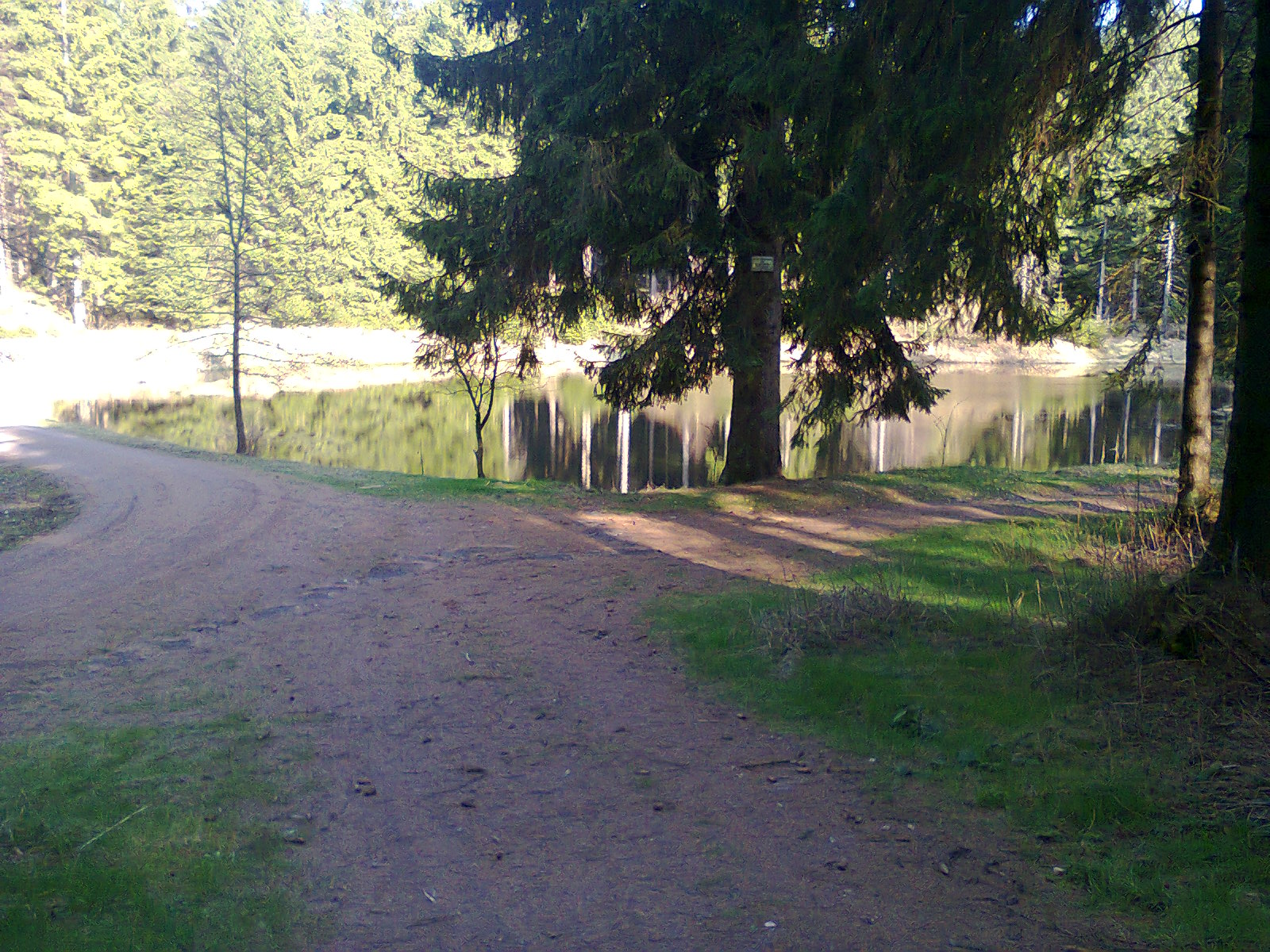
Höllteich

Am ehemaligen Bahnhof Neustadt-Gillersdorf an der Hohen Tanne besteht die Möglichkeit, über eine von dort nach Neustadt am Rennsteig führende Alternativroute den Rennsteig-Radweg zu erreichen.
Diese Route verläuft meist auf geschotterten Waldwegen vorbei am Steinbruch der SST Steinindustrie Schwarza am Rotkopf und weiter zum Höllteich, welcher vom Höllbach, einem Quellfluss der Wohlrose gespeist wird. Anschließend wird die Route um den Nordhang des Edelmannskopfs (816 m ü. NHN) bis zur Rosensbank geführt, bevor sie mit 785 m ü. NHN in Neustadt am Rennsteig den höchsten Punkt erreicht. Im Gemeindegebiet von Neustadt am Rennsteig verläuft die Route bis zum Anschluss an den Rennsteigradweg, wo sie ihr Ziel erreicht, über die Landesstraße L1143.

## Sehenswürdigkeiten und Einkehrmöglichkeiten an der Strecke

### Sehenswürdigkeiten
- Ilmenau

Goethedenkmal, GoetheStadtMuseum, Eishalle 
- Langewiesen

Schaubergwerk Volle Rose (Abstecher 2 km)
- Gehren

Stadtkirche, Schlossruine, Fürst Karl Günther-Denkmal auf dem Langen Berg (Abstecher 2,5 km)
- Möhrenbach

Dorfkirche Möhrenbach
- Großbreitenbach

Thüringer Kloßpressenmuseum, Johannisturm (Überrest der 1753 eingestürzten Johanniskirche), St. Trinitatiskirche (größte Fachwerkkirche in Thüringen)

### Einkehrmöglichkeiten
- Grenzhammer

Ausflugsgaststätte Friedolin
- Gehren

Gaststätte Parkschenke
- Gehren Ortsteil Möhrenbach

Hotel und Gaststätte Zum Langenberg
- Großbreitenbach

Café und Restaurant Waldbaude am Schwimmbad
Gaststätte Fuchsbau

## Geschichte
Nachdem die Bahnstrecke von Ilmenau nach Großbreitenbach 1998 stillgelegt und 2008 entwidmet worden war, konnte Anfang Juli 2011 unter Federführung der damaligen Verwaltungsgemeinschaft Langer Berg mit dem Bau des Radweges begonnen werden. Das Projekt wurde zu 90 % mit Landesmitteln bestritten. Die Eröffnung des ersten Teilstückes fand Anfang April 2012 in Ilmenau statt. Am 17. August 2012 wurde das zweite Teilstück bis Langwiesen freigegeben, im Oktober 2012 erfolgte die Eröffnung des dritten Teilstückes, das am Haltepunkt Möhrenbach endete. Der fertige Radweg wurde der Öffentlichkeit mit der Freigabe des letzten Teilstückes am 25. Oktober 2013 übergeben.  Durch den Bau des Radweges wurde eine Verbindung der beiden überregionalen Routen Ilmtal-Radweg und Rennsteig-Radwanderweg geschaffen.